# Gliese 581 d
A Gliese 581 d vagy GI 581 d egy lehetséges exobolygó, amely a Gliese 581 nevű csillag körül kering megközelítőleg 20 fényévnyire a Földtől a Mérleg csillagképben. Tömege legalább hétszerese a Földének, ezért a szuperföldek közé tartozik. 2009 áprilisában bebizonyosodott, hogy a bolygó a lakható övezetben helyezkedik el, így a felszínén akár folyékony víz is lehet.

## Felfedezése
A bolygót a svájci Genfi Obszervatórium asztrofizikusa, Stéphane Udry és csapata fedezte fel a "High Accuracy Radial velocity Planet Searcher" (HARPS) eszköz alkalmazásával az Európai Déli Obszervatórium Chilei létesítményében 2007. április 24-én.

## Éghajlat és lakhatóság
A korai vizsgálatok arra az eredményre jutottak, hogy a bolygó a csillag lakható övezetén kívül kering. A 2009 áprilisában végzett elemzések azonban megerősítették, hogy a Gliese 581 d valójában a lakható övezeten belül foglal helyet, így a felszínén folyékony halmazállapotú víz is előfordulhat. Stéphane Udry szerint „A bolygót nagy kiterjedésű és mély óceán is boríthatja.” Mivel a Föld hőmérséklete -18 °C lenne az üvegházhatást előidéző gázok jelenléte nélkül is, feltételezhető, hogy a Gliese 581 d-n – üvegházhatást okozó gázok révén – létrejöhetnek olyan hőmérsékletek, amelyeken a víz folyékony halmazállapotban is felvehet, így a bolygó akár életet is hordozhat.